# Canavaccio
Canavaccio è una frazione del comune di Urbino, in provincia di Pesaro e Urbino, nelle Marche.

## Geografia fisica
È situata a sud-est di Urbino, nella pianura sul fondo della media valle del fiume Metauro, che ne determina il confine meridionale. Si tratta di una delle frazioni più popolose del Comune di Urbino, grazie alla notevole crescita demografica, ancora in corso, iniziata nella seconda metà del XX secolo, stimolata dalla presenza di numerose industrie, agevolate dalla felice posizione geografica e logistica.

## Monumenti e luoghi d'interesse
Torre Brombolona
Si tratta di una torre situata su una collina a nord di Canavaccio. Era un'antica torre campanaria, che in origine era adiacente all'Oratorio di San Leonardo, risalente al XV secolo, situato all'interno delle mura del castello di Primicilio. Attualmente questa serie di edifici è diruta, ma la torre (alta circa 15 metri) continua ad essere ancora ben visibile dalla piana e dalle colline circostanti.
La torre prende il proprio nome dalla campana che aveva sulla sua sommità, sulla quale durante le nevicate invernali si formavano diversi ghiaccioli, bromboli nel dialetto locale.
Cappella Cossi o chiesina dei castagni
Si tratta di una piccola chiesa alle porte occidentali della frazione, in località Pian di Ludovico. È dedicata a San Nicola da Tolentino e fu eretta nel 1763. Assieme al viale alberato e ai resti del portale, che garantiscono l'accesso alla chiesa, costituiscono l'ultima testimonianza della villa della nobile famiglia urbinate dei Mauruzi Della Stacciola, il cui casino nobile è stato demolito nel 1926. Tale cappella è privata e non visitabile.
Chiesa parrocchiale di Santa Maria Assunta
Si trova al centro dell'abitato, lungo la Strada Statale 73 bis. Fu costruita negli anni sessanta e consacrata nel 1967. L'intitolazione deriva dalla scomparsa chiesa di Santa Maria in Pomonte, che sorgeva a poca distanza dalla frazione. Questa chiesa conserva arredi e dipinti provenienti da quest'ultima chiesa e da altre più antiche nelle vicinanze. All'interno lo spazio è suddiviso in tre navate, che però non sono suddivise da pilastri, e con un presbiterio a pianta trapezoidale e parete di fondo piana.
Chiesa di Sant'Andrea in Primicilio
Sorge vicino alla Torre Brombolona. Risale al XII secolo. Fu sede parrocchiale, fino alla sua aggregazione alla parrocchia di Canavaccio. La chiesa e l'ex canonica furono vendute ad un privato ed ora, se la chiesa ha mantenuto la sua destinazione, nell'ex canonica vi è stata impiantata una locanda.
Oratorio della Madonna della Neve
Situato lungo la S.S.73 bis e facente parte della Casa padronale Cossi.
Oratorio della Madonna del Carmine
Fondato nel 1698 dal sacerdote Giambattista Bisciari. Ora versa in stato di abbandono.
Chiesa parrocchiale di Santo Stefano di Gaifa
Si trova sulle pendici dei colli delle Cesane, a nord di un piccolissimo centro abitato, a poco meno di 1 km a sud-est rispetto a Canavaccio, lungo la S.S. 73 bis. Risale ad un'antica pieve, ma il sito era probabilmente già frequentato in età classica, dato che pare vi esistesse, verso il I secolo d.C., un vicus ed un tempio, come dimostrano due capitelli riciclati come acquasantiere e la base del fonte battesimale nella chiesa. Le origini della pieve si legano al monastero benedettino di Sant'Angelo di Gaifa, poi quest'ultimo fu spostato sull'altra sponda del Metauro, verso la fine del XIII secolo. Quando la pieve godette di grande importanza nel territorio, tanto da essere la chiesa matrice (assieme all'abbazia benedettina) per i vicini castelli di Gaifa e Primicilio, oltre che per diverse parrocchie vicine, come Sant'Andrea in Primicilio, San Cristoforo dei Valli (ancora aggregata a tale parrocchia), San Pietro in Monte Polo, San Bartolomeo di Gaifa e San Clemente di Pagino. La chiesa fu ricostruita ex novo verso la fine del XVII secolo, assumendo l'aspetto odierno; ovvero ad aula unica rettangolare, con tre altari (il maggiore e due laterali) e abside a pianta trapezoidale, con parete di fondo piana. Gli altari e la balaustra che delimita il presbiterio, sono opera degli scalpellini di Sant'Ippolito. La facciata esterna è in pietra del Furlo e, per la semplicità delle linee architettoniche, denuncia l'antica origine medievale.
Chiesa di Santa Maria di Pomonte
Si tratta di un'antica chiesa, risalente al XIII secolo, sulle colline delle Cesane, vicino alla pieve di San Marino di Urbino, da cui dipendeva, ma ormai diruta.
Chiesa di San Pietro di Monte Polo
Sorge sulle pendici del Monte Polo, 6 km a sud-ovest rispetto a Canavaccio. Anche detta San Pietro in Spongia o Spogna, per via della pietra spugna (pietra arenaria porifera) usata per costruire l'edificio (così chiamata perché ricordava le spugne di mare). Risale al XIII secolo, quando dipendeva dalla Pieve di Gaifa. Sulla facciata principale, entro una nicchia, si trova la statua lignea del Santo titolare, risalente al XIII secolo. L'interno è ad aula unica rettangolare, con tre altari (il maggiore e due laterali), sull'altare maggiore si trova un Crocifisso del XVII secolo. Fu sede parrocchiale, poi aggregata a quella di Santa Barbara di Fermignano.

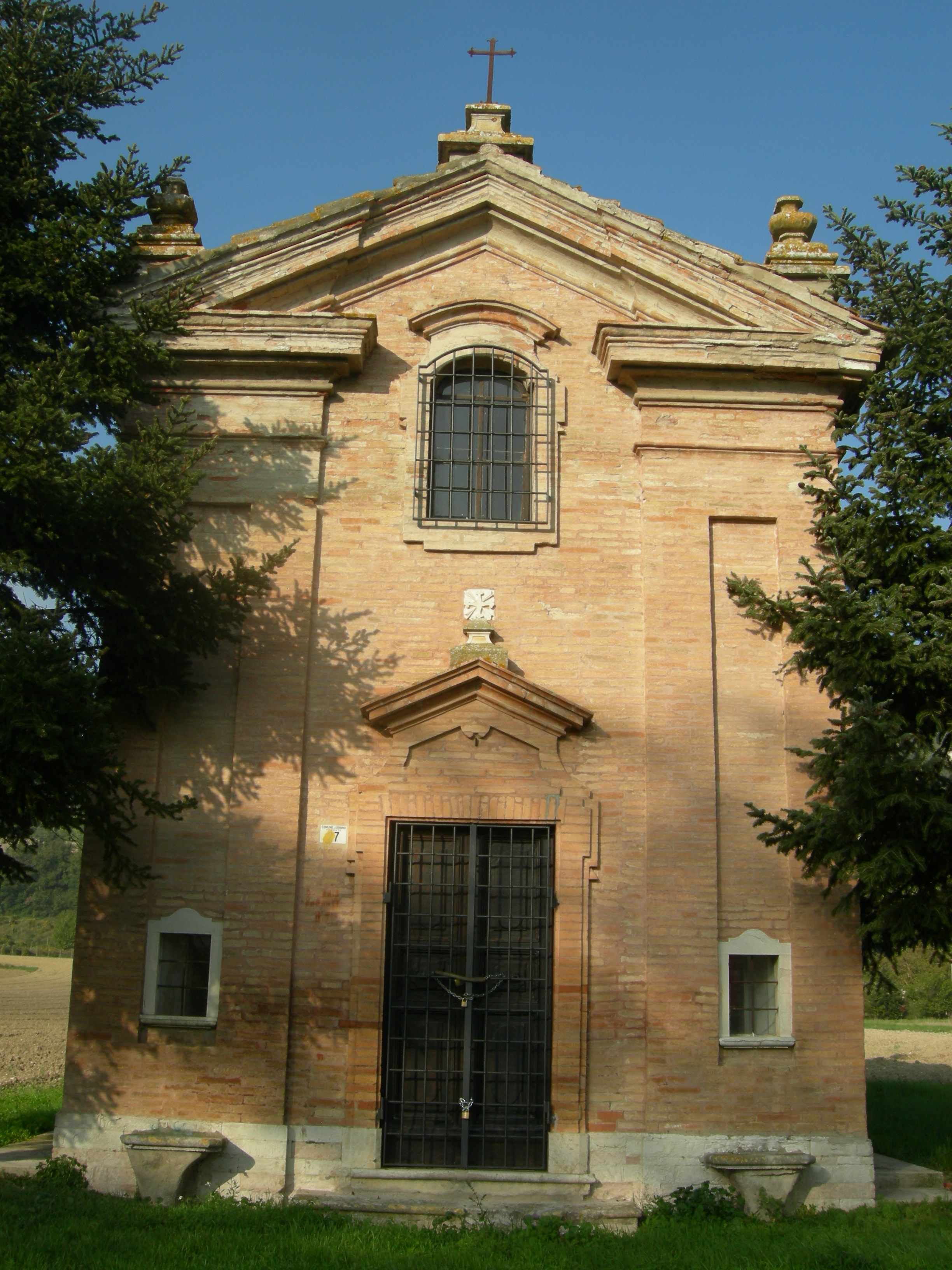
Facciata della Cappella Cossi
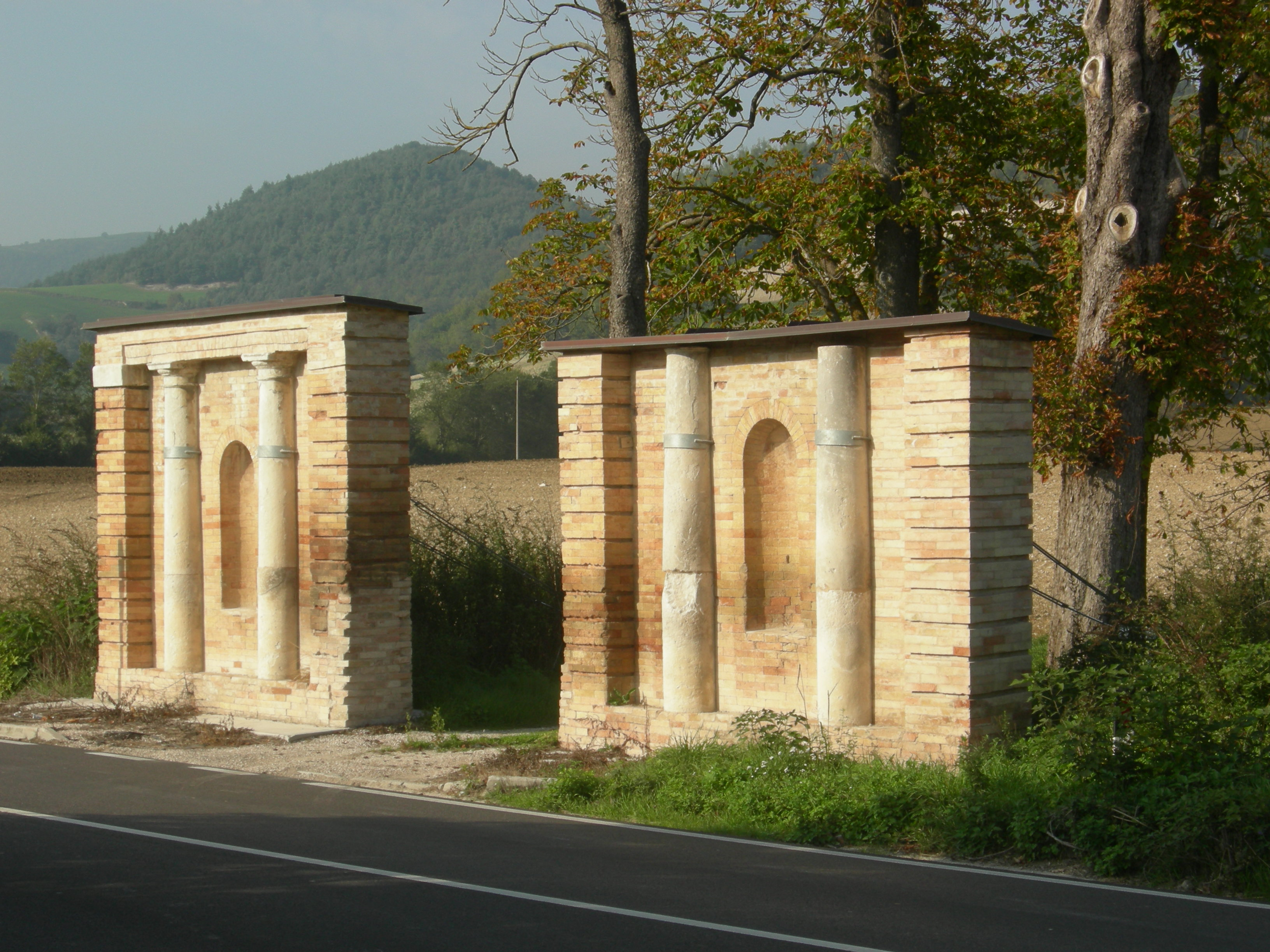
Resti del portale di villa Mauruzi

## Cultura
Nella frazione ha sede il Circolo culturale Pieve di Gaifa negli edifici adiacenti alla chiesa parrocchiale di Santo Stefano di Gaifa. Il Circolo è impegnato nella conservazione e nella divulgazione della storia e della cultura locali, sia con un proprio archivio ed una propria biblioteca e sia con l'organizzazione di eventi e manifestazioni culturali.

### Istruzione
Una scuola dell'infanzia ed una scuola primaria, facenti parte dell'Istituto Comprensivo Statale "P. Volponi - G. Pascoli".

## Economia
Si tratta di una delle frazioni più indipendenti sul piano economico dal capoluogo comunale. Ha una forte concentrazione di attività industriali, tra le maggiori dell'intero territorio comunale. Ma è anche contraddistinta da una notevole (rispetto al territorio comunale) presenza di attività del settore terziario.

## Infrastrutture e trasporti
Dista 11 Km da Urbino.

### Strade
È attraversata dalla Strada Statale 73 Bis, parte della E78, che nella località di Santo Stefano di Gaifa, a poca distanza dalla frazione, torna ad essere superstrada.

### Ferrovie
Dal 1915 al 1987 la frazione fu attraversata dalla linea Fano - Urbino, di cui permangono i binari e la stazione.

## Sport

### Calcio
La Vis Canavaccio gioca nel campionato di Seconda Categoria.

### Strutture sportive
- Un campo sportivo